# Gesellschaft zur Wahrnehmung von Film- und Fernsehrechten
Die Gesellschaft zur Wahrnehmung von Film- und Fernsehrechten mbH (GWFF) ist eine 1982 gegründete deutsche Verwertungsgesellschaft mit Sitz in München.

## Tätigkeitsbereiche
Die Tätigkeit der GWFF unterliegt dem Verwertungsgesellschaftengesetz. Die Aufsichtsbehörde der Verwertungsgesellschaften ist das Deutsche Patent- und Markenamt in München.
Rechteinhaber, für die die GWFF Tantiemen geltend macht, sind Filmproduzenten und andere Urheber an Filmen. Wegen der technischen Entwicklung (Massendistribution, Internet etc.) können die Urheber die Nutzungsmöglichkeiten an den Rechten ihrer Film- und Fernsehwerke häufig nicht mehr selbst geltend machen, da ihnen oft der Überblick darüber fehlt, wo und durch wen ihre Werke genutzt werden. Die GWFF bezieht von denjenigen, die das geistige Eigentum der Produzenten und Filmurheber nutzen, Vergütungen und verteilt diese Gelder an diejenigen, denen es zusteht.
Im Jahr 2006 erzielte die GWFF Erlöse aus Wahrnehmungsrechten in Höhe von ca. 62,5 Mio. Euro.
Urheber an Filmen und damit Empfänger der Tantiemen, die von der GWFF ausgeschüttet werden, sind Filmproduzenten, Fernsehproduzenten, Filmurheber, Produzenten von Synchronfassungen, Videogramm-Hersteller, Schauspieler.